# Campionato panpacifico di hockey su slittino
Il campionato panpacifico di hockey su slittino (o sledge hockey) viene organizzato ogni quattro anni dal Comitato Paralimpico Internazionale. La prima edizione si è svolta nel 2016 a Buffalo.
Svolge la funzione di campionato continentale per le nazionali asiatiche e nordamericane. Si svolge due anni dopo la disputa delle paralimpiadi invernali, parallelamente al campionato europeo.
L'edizione 2020 non sei è disputata a causa della pandemia di COVID-19.

## Edizioni e albo d'oro
|                  | Buffalo 2016 dettagli |
| ---------------- | --------------------- |
| Stati Uniti      | 1°                    |
| Canada           | 2°                    |
| Corea del Sud    | 3°                    |
| Team Pan Pacific | 4°                    |